# Paratriodonta temperei
Paratriodonta temperei är en skalbaggsart som beskrevs av Baraud 1962. Paratriodonta temperei ingår i släktet Paratriodonta och familjen Melolonthidae. Inga underarter finns listade i Catalogue of Life.